# René Laurentin
Pour les articles homonymes, voir Laurentin.
René Laurentin, né le 19 octobre 1917 à Tours (Indre-et-Loire) et mort le 10 septembre 2017 à Paris 7e, est un prêtre, théologien et exégète français, spécialiste notamment des apparitions mariales.
Il a été longtemps chroniqueur religieux au Figaro. Il a écrit de nombreux livres sur les apparitions mariales dans le monde. Il a publié plus d'une centaine d'ouvrages.
Ancien expert au concile Vatican II, membre de l’Académie pontificale mariale internationale de Rome, professeur à l’Université catholique de l'Ouest, il est professeur invité dans plusieurs universités d'Amérique et d'Italie.

## Biographie
Né le 19 octobre 1917 à Tours, René Laurentin est le fils de Maurice Laurentin, architecte et de Marie Jactel. Il est le frère de la journaliste Menie Grégoire.
Il entre au séminaire des Carmes à l'Institut catholique de Paris en 1934. Il y obtient ses grades de licencié en philosophie thomiste avec Jacques Maritain en même temps que sa licence en philosophie à la Sorbonne en 1938. Il est en contact avec Henri Bergson, comme le relatent ses Mémoires.
Au terme de sa première année de théologie (1937-1938), il fait son service militaire. Officier d'infanterie pendant la guerre, il est fait prisonnier en 1940 et passe cinq ans en captivité à l'Oflag IV-D, dont une partie dans la forteresse de Königstein. Il enseigne l'hébreu à l'université de son oflag et s'initie à la mariologie sous la direction du père Génévois, dominicain.

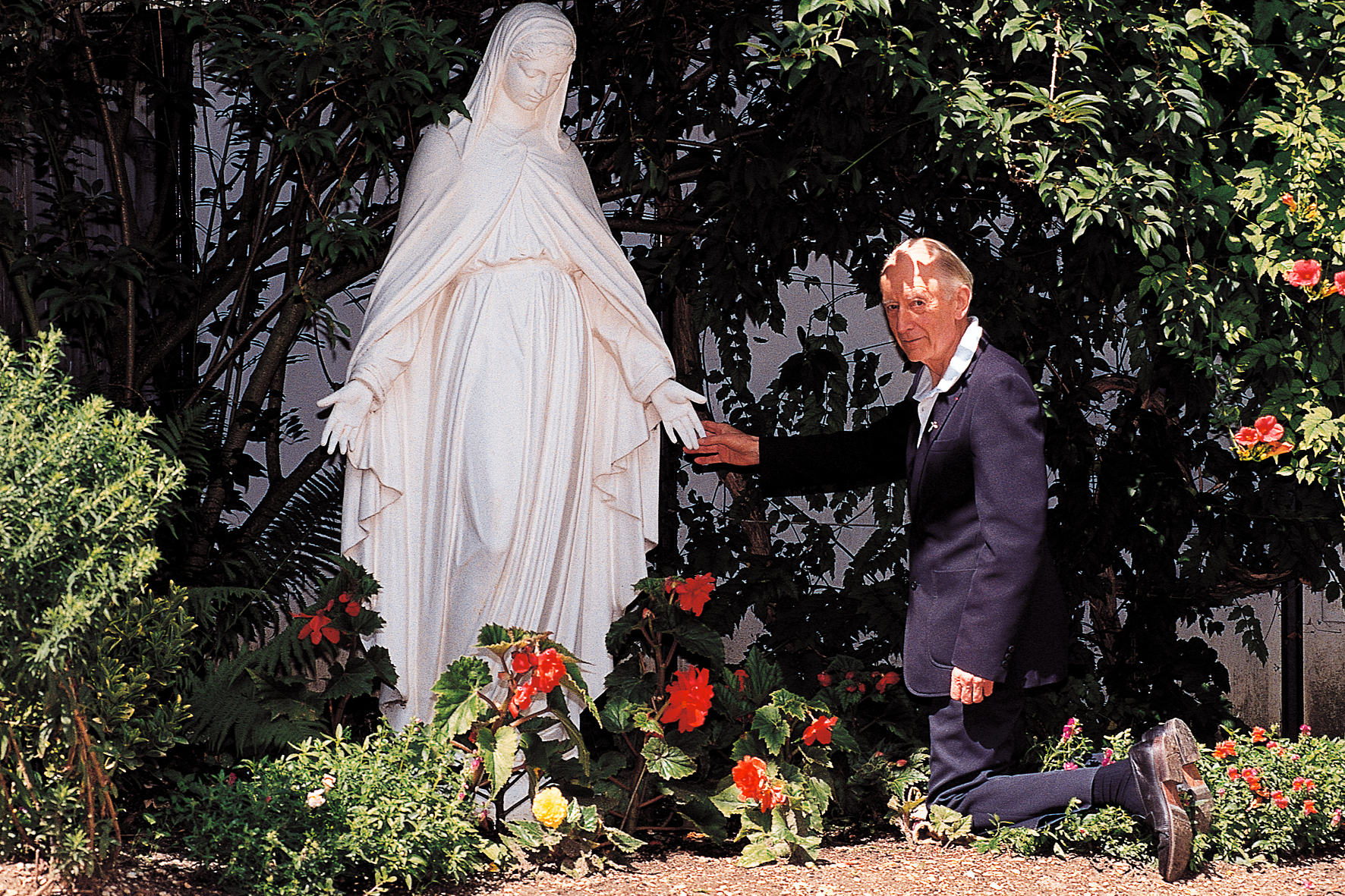
René Laurentin au couvent «La Solitude» de Notre-Dame-de-Sion à Évry (1996).

Ordonné prêtre le 8 décembre 1946, il commence à préparer ses trois thèses (ès lettres et théologie) sur la Vierge Marie en parcourant les principaux pays d'Europe (1946-1947). Le 7 juin 1952, il soutient deux thèses de doctorat sur Le Sacerdoce de la Vierge Marie (Paris, Lethielleux, 1952). Le 9 février 1953, il soutient sa thèse de théologie, présidée par Émile Blanchet : Cum singulari prorsus laude. La même année, il publie la première édition de son Court traité sur la Vierge Marie (cinq éditions successives). En 1955, il est nommé professeur à la faculté de théologie à l'université catholique de l'Ouest d'Angers.
Il est consulteur à la commission théologique préparatoire au concile Vatican II en 1960, puis expert au concile Vatican II.
Journaliste professionnel, il a écrit près de deux mille articles dont la moitié au Figaro où il est chroniqueur religieux en 1963.
En 1978, il fonde Chrétiens Magazine avec Christian Ravaz.
C'est un mariologue et un spécialiste des apparitions. Il a abondamment publié sur le cas d'Yvonne-Aimée de Malestroit (Yvonne Beauvais) sur laquelle un décret du Saint-Office avait interdit de publier. En 1981, Rome l'a autorisé à rouvrir le dossier. Il poursuit méthodiquement sa réhabilitation.

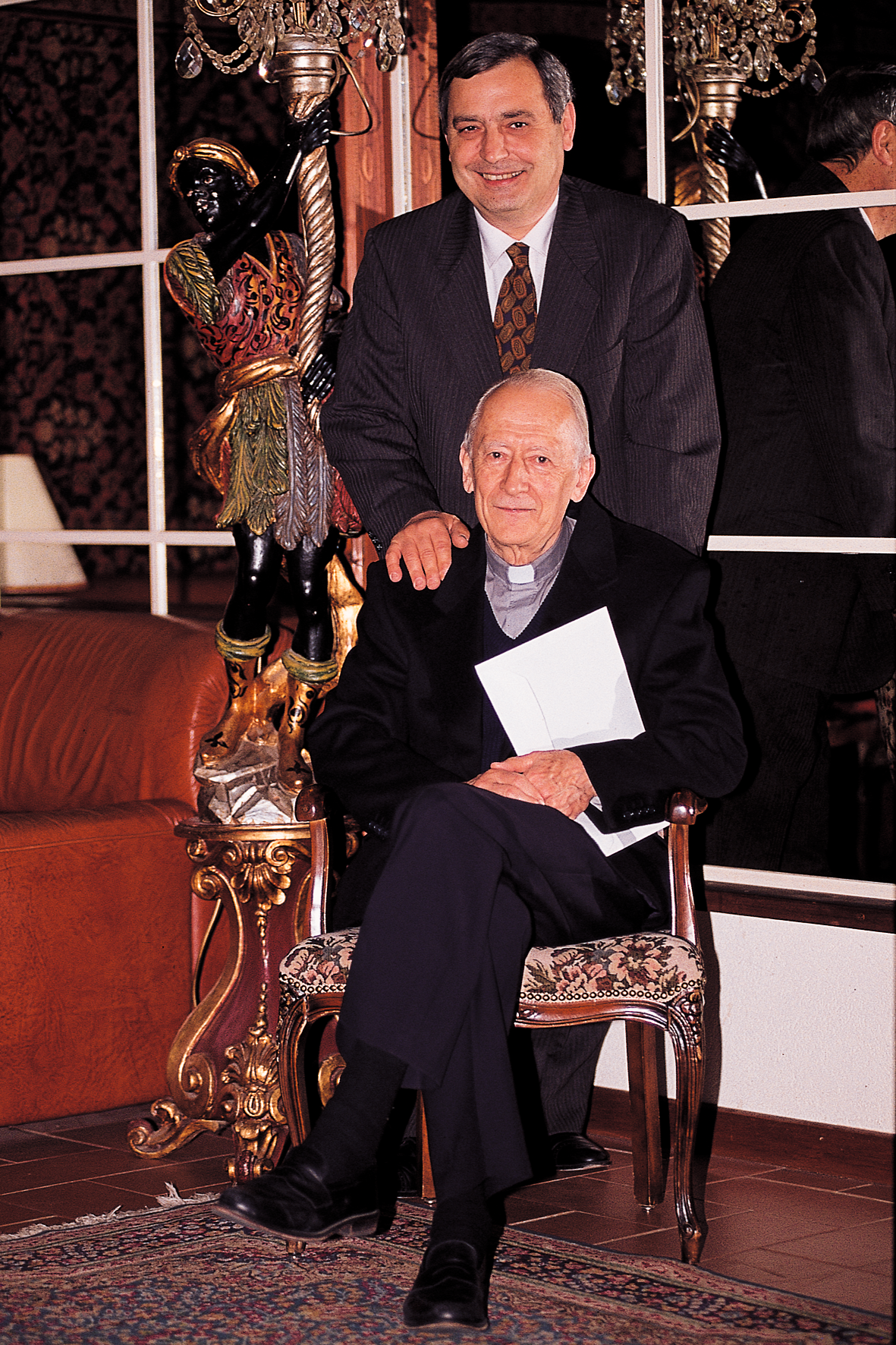
L'abbé Laurentin avec Vittorio Messori (1996).

Il meurt le 10 septembre 2017, presque un mois avant son centième anniversaire. Ses obsèques célébrées le vendredi 15 septembre en la cathédrale d'Évry sont présidées par Michel Dubost, évêque d'Évry-Corbeil-Essonnes, en présence notamment de Nicolas Brouwet, évêque de Tarbes et Lourdes.

## Critiques
René Laurentin s'est attiré de nombreuses critiques, notamment pour son traitement des apparitions mariales de Međugorje. On lui reproche non seulement de manquer de discernement dès lors qu'il est persuadé d'être en présence de manifestations de la Vierge ou autres mais également de ne pas hésiter à minimiser voire à passer sous silence ou carrément falsifier des faits qui seraient de nature à invalider la réalité ces manifestations. Alors que dans certains de ses ouvrages, il prend position pour des apparitions ou des révélations, l'Église a pris par la suite des positions condamnant sans ambiguïté ces manifestations, comme ce fut notamment le cas de Vassula Ryden.

## Études et diplômes
- Études secondaires à l’institut Sainte-Marie de Cholet.
- Licencié en philosophie scolastique à l'institut catholique de Paris en 1938.
- Docteur en théologie de l'institut catholique de Paris, 9 février 1953, « cum singulari prorsus laude ».
- Docteur ès lettres à la Sorbonne de Paris, le 7 juin 1952, mention très honorable.

## Académies
- Membre de l'Académie mariologique internationale des Franciscains, Rome (1955).
- Membre de l'Académie mariologique salésienne (1988).
- Faculté pontificale de théologie Teresianum de Rome (1989).
- Membre associé de l'Académie internationale Greci-Marino (Vercelli).
- Membre de l'Académie des docteurs d'État.

## Fonctions
- Professeur à l'université catholique de l'Ouest.
- Professeur invité à l'institut catholique de Paris, en plusieurs universités italiennes et américaines dont l'University of Dayton, Ohio et l'Institut pontifical catéchétique d'Arlington.
- Vice-président de la Société française d'études mariales (1962-1997).

## Décorations et distinctions
Le 25 octobre 1996, l'abbé René Laurentin a reçu le Prix de la Culture catholique. Sa notice de recommandation se lit comme suit : « René Laurentin a exercé une profonde influence également dans la culture religieuse de l'Italie dont il parle la langue et dans laquelle il est écouté et apprécié, tout comme d'ailleurs dans sa France natale. Il a mis son énergie de prêtre catholique au service d'un apostolat moderne, à la recherche d'une apologétique pour notre temps. Face aux attaques portées à la foi, tant par le rationalisme incrédule, que par un certain “spiritualisme” sentimental, ce chrétien s'est battu pour le caractère raisonnable du fait de croire ».
Il a également reçu les distinctions suivantes :
- Officier de la Légion d'honneur (2002) ; chevalier en 1966[7] ;
- Croix de guerre 1939–1945 (deux citations) ;
- prix de l'Académie française : 
  - en 1954, prix Ferrières pour sa thèse Marie, l'Église et le sacerdoce, sur examen de Paul Claudel,
  - en 1958, prix Véga et Lods de Wegmann, pour Lourdes : documents authentiques,
  - en 1979, prix du Cardinal-Grente pour La vie de Bernadette (600 000 exemplaires),
  - en 1981, prix Montyon pour Vie authentique de Catherine Labouré,
  - en 1983, prix Broquette-Gonin (littérature) pour Les Évangiles de l'enfance du Christ ;
- Marian Award de l'University de Dayton pour son œuvre sur la Vierge (1964) ;
- prix Wlodzimierze Pietrzak (Varsovie) décerné pour l'ensemble de son œuvre (1974) ;
- prix œcuménique Sapienza (Italie) (1984) ;
- prix Magnificat pour son œuvre théologique décerné à Manille par Mme Cori Aquino (1987) ;
- plume d'or des amitiés franco-yougoslaves (1988) ;
- prix de la culture catholique remis à Bassano di Grappa (Italie, Vénétie) (25 octobre 1996).

Le 30 avril 2009, Benoît XVI le promeut « monseigneur René Laurentin, prélat de sa Sainteté ».

## Œuvres de René Laurentin

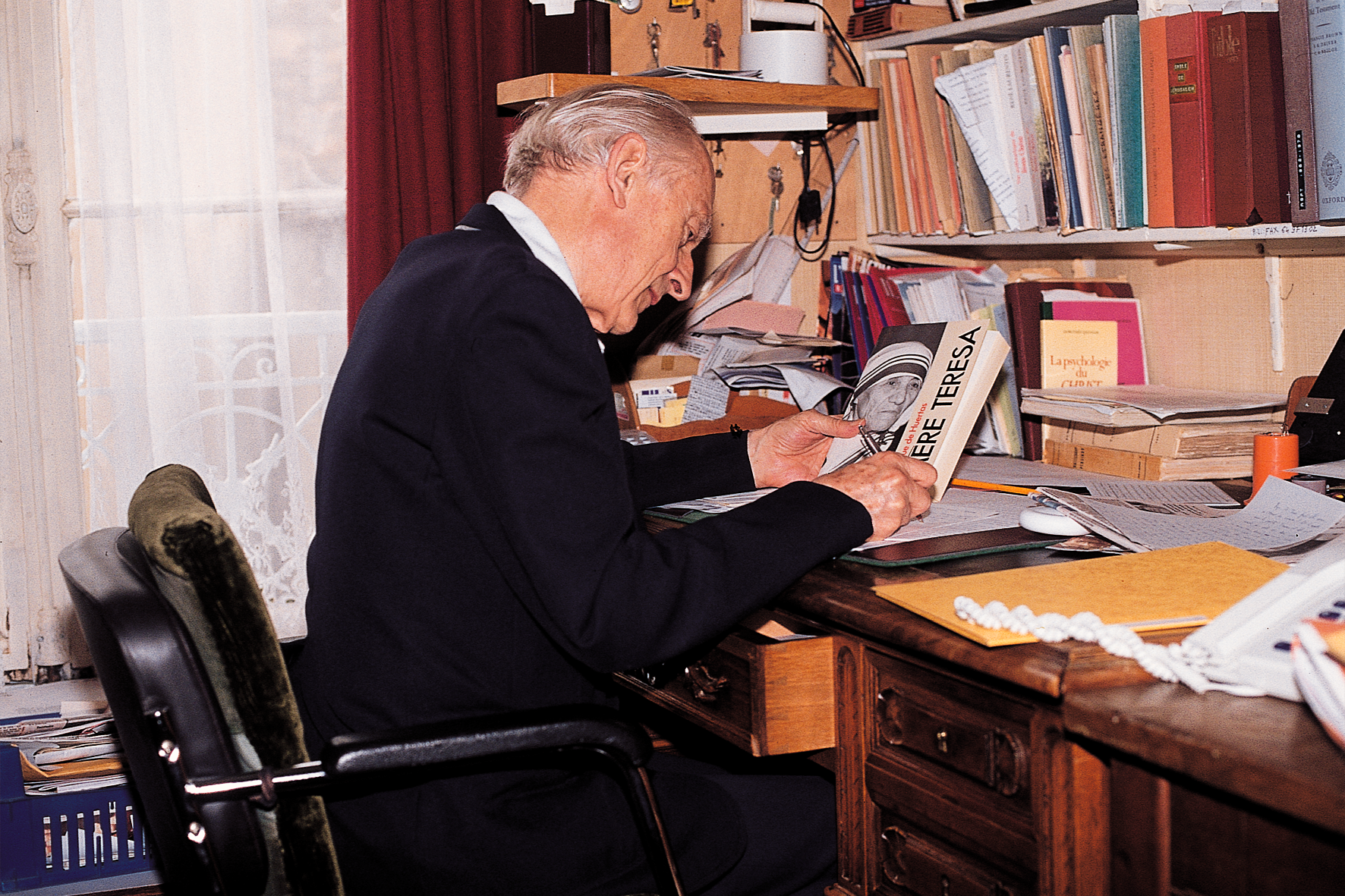
René Laurentin.

René Laurentin a écrit près de 160 livres.

### Ouvrages de mariologie
- Le titre de corédemptrice, étude historique, éditions Lethielleux, 1951
- Iconographie du sacerdoce de la Vierge, Thèse secondaire de doctorat ès lettres - inédit, 1952
- Marie, l'Église et le sacerdoce : I Étude historique - II Étude théologique, éditions Lethielleux, 1953
- Court traité sur la Vierge Marie, éditions Lethielleux, 1953, éditions François-Xavier de Guibert, 2009).
- Notre Dame et la messe, éditions Desclée de Brouwer, 1954
- Le mystère de la naissance virginale, Tirage privé, 1955
- La question mariale, éditions du Seuil, 1963
- Marie, Mère du Seigneur, éd. Desclée, 1984
- Vie de Marie, éditions François-Xavier de Guibert, 1987
- Une année de grâce avec Marie, éd. Fayard, 1987
- Je vous salue Marie, éd. Desclée de Brouwer, 1988
- Le vœu de Louis XIII, éditions François-Xavier de Guibert, 1988
- Un avent avec Marie vers l'an 2000, éd. Fayard, 1990
- Retour à Dieu avec Marie : de la sécularisation à la consécration, éditions François-Xavier de Guibert, 1991
- Comment la Vierge Marie leur a rendu la liberté, éditions François-Xavier de Guibert, 1991
- Magnificat : action de grâce de Marie, éd. Desclée de Brouwer, 1991, éditions François-Xavier de Guibert, 2011.
- Lire la bible avec Marie, éditions François-Xavier de Guibert, 1993
- Marie, clé du mystère chrétien, éd. Fayard, 1994
- Vie authentique de Marie, L’Œuvre éditions, 2008
- Présence de Marie histoire, spiritualité, fondements doctrinaux, éd. Salvator, 2011
- La Vierge des derniers temps, éd. Salvator, 2014
- Le Rosaire. Les Vingt Mystères revisités, éd. du Gingko, 2016

### Ouvrages sur les apparitions

#### Général
- Multiplication des apparitions de la Vierge aujourd'hui. Est-ce elle ?, éd. Fayard, 1988augmenté en 1996
- René Laurentin et Patrick Sbalchiero (préf. cardinal Roger Etchegaray), Dictionnaire des apparitions de la Vierge Marie, Paris, Fayard, coll. « Bibliothèque de culture religieuse », 2012, 1432 p. (ISBN 978-2-213-67132-1)

#### Apparitions mariales de Lourdes
- Sens de Lourdes, éd. Lethielleux, 1955
- Lourdes : documents authentiques, éd. Lethielleux, 1957-19667 volumes, en collab. avec Dom B. Billet à partir du t. 2
- Bernadette raconte les apparitions, éd. Lethielleux, 1958
- Lourdes, l'Église et la science, éditions Albin Michel, 1958
- Messages de Lourdes, éditions Bonne Presse, 1958
- Lourdes, histoire authentique des apparitions, éditions Lethielleux, 1961-19646 volumes
- Lourdes, pèlerinage pour notre temps, éd. du Chalet, 1977
- Lourdes, récit authentique des apparitions, 2002

#### Apparitions mariales de Medjugorje
- La Vierge apparaît-elle à Medjugorje ?, éditions François-Xavier de Guibert, 1984 et 1990Livre bilan augmenté
- Dernières nouvelles de Medjugorje, éditions François-Xavier de Guibert, 1984-1998série de 17 volumes
- Études médicales et scientifiques sur Medjugorje, éditions François-Xavier de Guibert, 1984 et 1998
- Medjugorje - Récit et chronologie des apparitions, éditions François-Xavier de Guibert, 1986
- Apparitions de la Vierge à Medjugorje, où est la vérité, éd. du Berger, 1987
- Message et pédagogie de Marie à Medjugorje. Corpus chronologique des messages, éditions François-Xavier de Guibert, 1990

### Autres
- Pontmain, histoire authentique, Apostolat des éditions, 19703 volumes
- Miracle à El Paso ?, éd. Desclée de Brouwer, 1981
- El Paso : le miracle continue, éd. Desclée de Brouwer, 1988
- Scottsdale: Messages du Christ et de Marie à une paroisse des États-Unis, éditions François-Xavier de Guibert, 1993
- René Laurentin et Michel Corteville, Découverte du secret de la Salette, Paris, Fayard, 2002, 264 p. (ISBN 978-2-213-61283-6)

#### Argentina
- San Nicolas en Argentine : des apparitions assumées par l'Église, éditions François-Xavier de Guibert, 1990
- ¿Se aparece la Virgen en Salta?, éd. Bonum, 2011
- Génesis de Salta, éd. Bonum, 2013
- Antecedentes de las apariciones de Salta, éd. Mundo, 2014

### Ouvrages d'exégèse et de théologie
- Structure et théologie de Luc, éditions Gabalda, 19572 tomes
- Jésus et le Temple, éditions Gabalda, 1966
- Jésus-Christ présent, éd. Desclée de Brouwer, 1980
- Qu'est-ce-que l'Eucharistie ?, éd. Desclée de Brouwer, 1981
- Les Évangiles de l'enfance, Paris, éditions Desclée, 1982, 630 p. (ISBN 2-71890-229-9)
- Les Évangiles de Noël, Paris, éd. Desclée, 1985, 1999, 235 p., éd. Lethielleux, 2010.
- L'année sainte, éditions François-Xavier de Guibert, 1983
- Les routes de Dieu, éditions François-Xavier de Guibert, 1983
- Comment réconcilier l'exégèse et la foi', éditions François-Xavier de Guibert, 1984
- Comment prier, éd. Desclée, 1992
- Dieu existe, en voici les preuves, éd. Brechant, 1993
- Le Démon, mythe ou réalité, éd. Fayard, 1996
- Vie authentique de Jésus-Christ, éd. Fayard, 1996
- L’Esprit Saint, t. 1 : Cet Inconnu, découvrir son expérience et sa personne, éd. Fayard, 1997
- L’Esprit Saint, t. 2 : Source de vie : Les beaux textes, éd. Fayard, 1998
- Au-delà de la mort du Père, Dieu Notre Père, éd. Fayard, 1998
- Traité de la Trinité, éd. Fayard, 1999
- La Trinité, mystère et lumière, éd. Fayard, 1999
- Traité sur la Trinité. Principe, modèle et terme de tout amour, éd. Fayard, 2001
- Nouveau Diatessaron - Les quatre évangiles en un seul, éd. Fayard, 2002

### Ouvrages sur l'Église et le concile
- L'enjeu du Concile, bilan des quatre sessions et bilan général, éditions du Seuil, 1963 à 19665 volumes
- Enjeu et bilan du Synode, éditions du Seuil, 1966 à 19704 volumes
- L'Église et les juifs à Vatican II, éditions Catermann, 1967
- Nouveaux ministères et fin du clergé devant le 3e Synode, 1971
- Crise et promesses d'Église aux États-Unis, Apostolat des éditions, 1971
- Réorientation de l'Église après le Synode, éd. du Seuil, 1972
- Renaissance des Églises locales : Israël, 1973
- L'Église a-t-elle trahi ? Verse et controverse - Dialogues avec Jean Fourastié, éditions Beauchesne, 1974
- Pentecôtisme chez les catholiques, éditions Beauchesne, 1974
- L'Évangélisation après le quatrième Synode, éd. du Seuil, 1975
- 20 ans après le Concile : un synode extraordinaire, éditions François-Xavier de Guibert, 1984
- Église qui vient : Au-delà des crises, éd. Desclée, 1989

### Regards sur la société
- Flashes sur l'Amérique latine, éditions du Seuil, 1966
- Dieu est-il mort ?, Apostolat des éditions, 1968
- Développement et Salut, éditions du Seuil, 1969
- Nouvelles dimensions de la charité, Apostolat des éditions, 1970
- Nouvelles dimensions de l'espérance, éditions du Cerf, 1972
- Flashes sur l'Extrême-Orient, éd. du Seuil, 1972
- Israël, éd. du Seuil, 1973
- Chine et christianisme, éd. Desclée de Brouwer, 1977
- Les chrétiens détonateurs des libérations à l'Est, éditions François-Xavier de Guibert, 1991
- Aveugles et voyants, Au-delà des malentendus, éd. Salvator, 2010
- Science philosophie révélation, Trois voies convergentes, éd. Salvator, 2013

### Vies de saints et cas de mystiques

#### Bernadette Soubirous
- Logia de Bernadette, Apostolat des éditions, 19713 volumes
- Bernadette vous parle, Apostolat des éditions, 19722 tomes
- Visage de Bernadette, éd. Letheilleux, 19782 volumes
- Vie de Bernadette, éd. DDB, coll. « Livre de poche - Livre Cadeau - Livre pour jeunes », 1978 et 1979
- Petite vie de Bernadette, éd. Desclée de Brouwer, 1987

#### Thérèse de Lisieux
- Thérèse de Lisieux : Mythe et réalité, éditions Beauchesne, 1972
- Thérèse de Lisieux : Verse et controverse : Dialogues avec J.F. Six, éditions Beauchesne, 1973

#### Catherine Labouré
- Catherine Labouré et la médaille miraculeuse. Documents authentiques, éd. Letheilleux, 1976
- Procès de Catherine Labouré. Documents authentiques, éd. Letheilleux, 1978
- Vie authentique de Catherine Labouré, éd. DDB, coll. « Livre de poche racontée à tous », 1980 et 19812 volumes
- Petite vie de Catherine Labouré, éd. Desclée de Brouwer, 1988

#### Alphonse de Ratisbonne
- Alphonse de Ratisbonne : vie authentique - 1. La jeunesse, éditions François-Xavier de Guibert, 19802 volumes
- Alphonse de Ratisbonne : vie authentique - 2. L'apparition à Alphonse de Ratisbonne, éditions François-Xavier de Guibert, 19932 volumes

#### Yvonne-Aimée de Malestroit
- Un amour extraordinaire : Yvonne-Aimée de Malestroit, éditions François-Xavier de Guibert, 1985
- Prédictions de Mère Yvonne-Aimée de Malestroit : cas unique de vérification scientifique, éditions François-Xavier de Guibert, 1987
- Écrits spirituels de Mère Yvonne-Aimée de Malestroit, éditions François-Xavier de Guibert, 1987
- Yvonne-Aimée : priorité aux pauvres en zone rouge et dans la Résistance, éditions François-Xavier de Guibert, 1988
- Stigmates de Mère Yvonne-Aimée, éditions François-Xavier de Guibert, 1988
- Formation spirituelle et discernement chez Mère Yvonne-Aimée de Malestroit, éditions François-Xavier de Guibert, 1990
- Bilocations de Mère Yvonne-Aimée, éditions François-Xavier de Guibert, 1990
- En collaboration avec le docteur Patrick Mahéo, L'amour plus fort que la souffrance. Dossier médical d'Yvonne-Aimée, éditions François-Xavier de Guibert, 1993
- Biographie de sœur Yvonne-Aimée : 1. La sainte enfance, éditions François-Xavier de Guibert, 1998
- Biographie de sœur Yvonne-Aimée : 2. L'essor mystique, éditions François-Xavier de Guibert, 1999
- Biographie de sœur Yvonne-Aimée : 3. Premiers pas dans la vie religieuse et mort manquée, éditions François-Xavier de Guibert, 2000
- Biographie de sœur Yvonne-Aimée : 4. La grande épreuve et les gloires, éditions François-Xavier de Guibert, 2001

#### Louis-Marie Grignion de Montfort
- Dieu est ma seule tendresse : Grignon de Montfort, éditions François-Xavier de Guibert, 1994avec édition critique du secret, 1996
- Petite vie de Grignon de Montfort, éd. Desclée de Brouwer, 1996

#### Vassula Ryden
- Quand Dieu fait signe. Réponse aux objections contre Vassula, éditions François-Xavier de Guibert, 1993
- Qui est Vassula ?, éditions François-Xavier de Guibert, 1995

#### Autres
- Petite vie de saint Pierre, - éd. Desclée de Brouwer, 1992
- Petite vie de Jean-Baptiste, éd. Desclée de Brouwer, 1993
- Petite vie de Marie-Louise Trichet, éd. Desclée de Brouwer, 1993
- La passion de Madame R. Édition du journal d'une mystique, éd. Plon, 1993
- Marie Deluil-Martiny - Précurseur et martyre - Béatifiée par Jean-Paul II, éd. Fayard, 2003
- Avec François-Michel Debroise, La vie de Marie d'après les révélations des mystiques : Que faut-il en penser ?, Presses de la Renaissance, 2011

### Divers
- Une centaine d'articles parus dans diverses revues théologiques : Nouvelle revue théologique - Revue des sources philosophiques et théologiques - Concilium - Vie spirituelle - Éphémérides mariologicae - Marianum etc.
- Articles de dictionnaire dans : Catholicisme - dictionnaire des religions - Marienlexicon etc.
- Plusieurs centaines d'articles dans Le Figaro et une douzaine dans Le Figaro Magazine - Ouest-France - Avvenire - Chrétiens Magazine

### Préfaces
Vingt-cinq préfaces à divers ouvrages, dont :
- le Tome 3 de Maria (1954) ;
- Bertrand Lançon et Guy Lobrichon, Dictionnaire de l'extraordinaire chrétien, Librairie Arthème Fayard , 2002, 800 p. (ISBN 978-2-21361-394-9) ;
- Maurice Caillet (préf. René Laurentin), Du secret des loges à la lumière du Christ ou La conversion d'un franc-maçon, 1998, 142 p. (ISBN 978-2-90934-115-6, BNF 37174594). Réédité en 2012, traduit en polonais et en italien.